# Agrotis justa
Agrotis justa är en fjärilsart som beskrevs av Corti 1932. Agrotis justa ingår i släktet Agrotis och familjen nattflyn. Inga underarter finns listade i Catalogue of Life.